# Erythroxylum
Erythroxylum es un género de plantas fanerógamas tropicales de la familia Erythroxylaceae. Comprende 422 especies descritas y de estas, alrededor de 230 son aceptadas. Se distribuyen en zonas tropicales y subtropicales del mundo. Las especies del género se caracterizan por tener una alta cantidad de alcaloides tropánicos, representativo de estos la cocaína. Se han reportado más de 383 componentes en las diferentes especies, destacando diterpenos, triterpenos, alcaloides y flavonoides.

## Descripción
Son árboles pequeños o arbustos, perennifolios o caducos; ramitas comprimidas en el ápice, a menudo con catafilos y estípulas persistentes, dísticas, imbricadas; plantas hermafroditas y heterostilas o raramente dioicas o subdioicas. Hojas simples, alternas, frecuentemente dísticas, vernación involuta que a veces imprime 2 líneas paralelas y/o un panel central conspicuo en el envés; estípulas intrapeciolares, apareciendo como un simple órgano, dorsalmente 2-acostilladas, frecuentemente con ápice 2 o 3 setuloso, persistentes o caducas, muchas veces dejando una cicatriz oblicuamente transversa. Flores axilares, pequeñas; pétalos con una lígula 2-lobada en la superficie adaxial; estambres 10 en 2 verticilos de 5, los más externos alternos con los pétalos, tubo persistente rodeando el ovario; ovario 3-locular. Fruto una drupa pequeña, carnosa, rojiza; semilla 1.

## Taxonomía

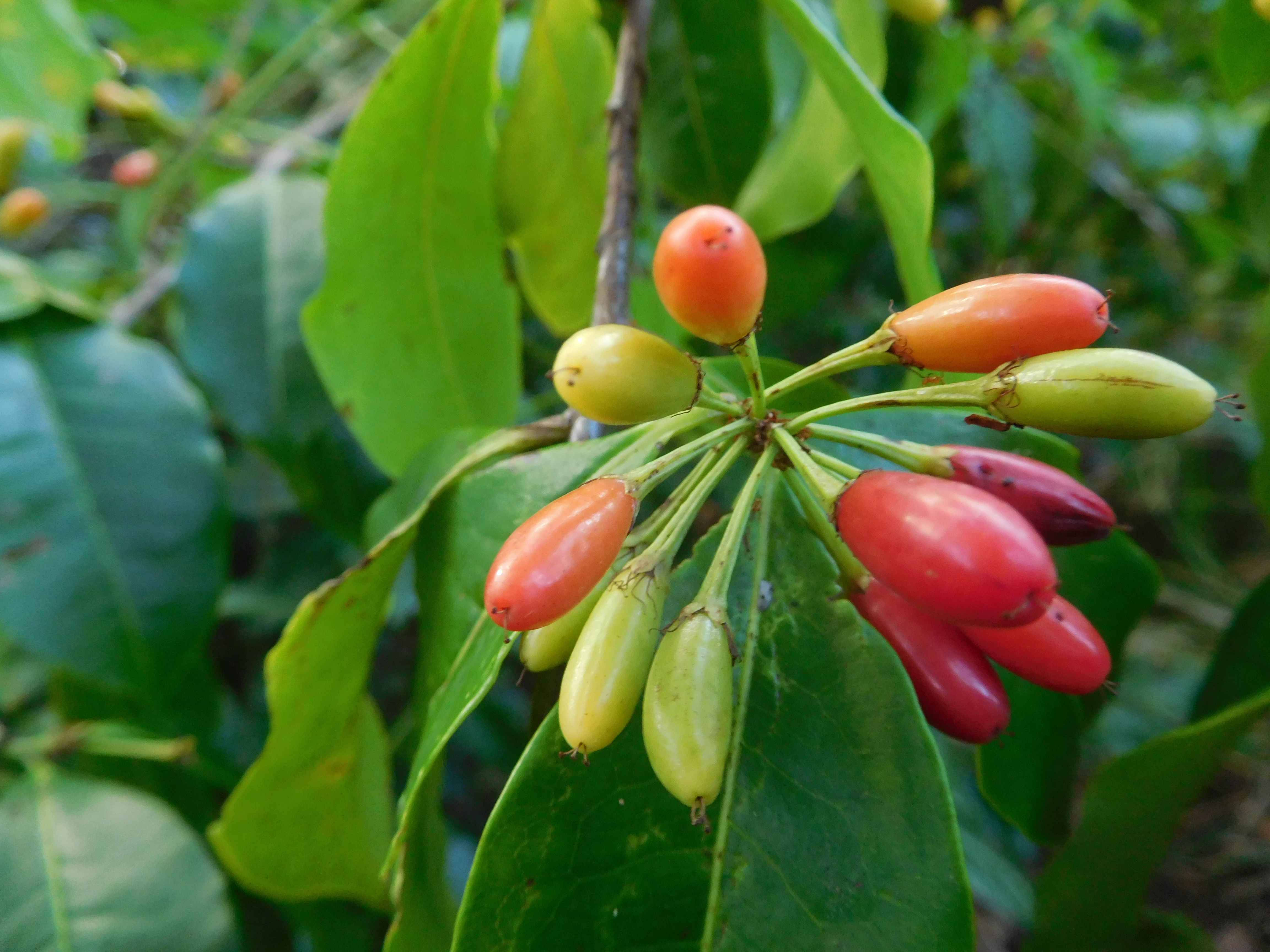
Frutos

El género fue descrito por Patrick Browne y publicado en The Civil and Natural History of Jamaica in Three Parts 278, en 1756.

#### Etimología
Erythroxylum: nombre genérico compuesto que se deriva de la combinación de los dos vocablos griegos ἐρυθρός (erythrós); "rojo", y ξύλον (xýlon) "madera", en referencia a que algunas especies del género, tienen madera rojiza o pardo-rojiza.

#### Especies seleccionadas
- Erythroxylum acuminatum Walp.
- Erythroxylum amazonicum Peyr.
- Erythroxylum ambiguum - fruta-de-pomba[8]
- Erythroxylum areolatum L.
- Erythroxylum armatum Oviedo & Borhidi
- Erythroxylum argentatum
- Erythroxylum argentinum - cocão, concon, fruta-de-pomba e baga-de-pomba[8]
- Erythroxylum australe
- Erythroxylum brownianum
- Erythroxylum buxus
- Erythroxylum campestre - cabelo-de-negro, fruta-de-tucano[8]
- Erythroxylum cartagenensis
- Erythroxylum carinatus
- Erythroxylum cataractarum
- Erythroxylum catuaba
- Erythroxylum citrifolium
- Erythroxylum coca
- Erythroxylum cumanense Kunth - cerezo de Cumaná[9]
- Erythroxylum cuneifolium - cocão, concon, baga-de-pomba. fruta-de-pomba; coca-del-monte na Argentina[8]
- Erythroxylum cuspidifolium - fruta-de-pomba, cocão, baga-de-pomba[8]
- Erythroxylum deciduum - fruta-de-pomba, cocão, concon, baga-de-pomba[8]
- Erythroxylum ecarinatum
- Erythroxylum ellipticum
- Erythroxylum fimbriatum
- Erythroxylum glaucum
- Erythroxylum gracilipes
- Erythroxylum havanense Jacq. gibá de Cuba, jiva de Cuba[9]
- Erythroxylum hypericifolium Lam. palo de aceite de la isla de Francia[9]
- Erythroxylum impressum
- Erythroxylum incrassatum
- Erythroxylum laurifolium
- Erythroxylum lucidum
- Erythroxylum macrocnemum
- Erythroxylum mamacoca
- Erythroxylum moonii
- Erythroxylum monogynum
- Erythroxylum montanum
- Erythroxylum mucronatum
- Erythroxylum myrsinites - en Argentina es conocida como coca de indio[8]
- Erythroxylum nanum
- Erythroxylum novogranatense
- Erythroxylum ovatum
- Erythroxylum pacificum
- Erythroxylum panamense
- Erythroxylum pelleterianum - fruta-de-pomba, cocão[8]
- Erythroxylum pulchrum
- Erythroxylum retusum
- Erythroxylum rotundifolium Lunan arabo colorado de Cuba[9]
- Erythroxylum shatoni
- Erythroxylum steyermarkii
- Erythroxylum tortuosum
- Erythroxylum ulei
- Erythroxylum vaccinifolium
- Erythroxylum zambesiacum

## Importancia cultural y económica
Dos de las especies de este género son Erythroxylum coca y E. novogranatense, conocidas como coca, son cultivadas y utilizadas por comunidades tradicionales andinas y amazónicas para uso ritual, medicinal y nutricional. En India, la especie E. monogynum es utilizada en la medicina tradicional y como alimento en tiempos de hambrunas.